# 4455 Ruriko
4455 Ruriko è un asteroide della fascia principale. Scoperto nel 1988, presenta un'orbita caratterizzata da un semiasse maggiore pari a 3,0178592 UA e da un'eccentricità di 0,0457248, inclinata di 9,39550° rispetto all'eclittica.